# Ludwik Wiktor Sabaudzki-Carignano
Ludwik Wiktor Sabaudzki właściwie wł. Luigi Vittorio di Savoia-Carignano (ur. 25 września 1721 w Paryżu, zm. 16 grudnia 1778 w Turynie) był czwartym księciem Carignano.

## Życiorys
Drugi syn Wiktora Amadeusza (wnuk Tomasza Franciszka Sabaudzkiego-Carignano, założyciela dynastii) i Marii Wiktorii Franciszki Sabaudzkiej (legitymizowanej córki z nieprawego łoża Wiktora Amadeusza II Sabaudzkiego i Joanny Chrzciciel d'Albert de Luynes). Ludwik Wiktor stał się dziedzicem księstwa Carignano ponieważ jego starszy brat Józef Wiktor Amadeusz zmarł w wieku 5 miesięcy w 1716 roku. Jego ojcem chrzestnym był Ludwik XV król Francji i od tamtej pory jego rodzina stała się utrzymywać bliskie kontakty z Francją Burbonów, tak, że jego starsza siostra Anna Teresa wyszła później za mąż za arystokratę Karola de Rohan i stała się księżną Soubise, oraz matką pani Guéméné, guwernantki dzieci Marii Antoniny i Ludwika XVI.
Ludwik Wiktor urodził się zatem w Paryżu, gdzie jego ojciec osiadł i prowadził rozwiązłe życie trwoniąc dużą część swojego majątku na gry hazardowe. Aby poradzić sobie z długami ojca Ludwik Wiktor musiał sprzedać dobra posiadane we Francji i wrócić do Piemontu, mieszkając na przemian w Racconigi i w Turynie. To właśnie w Turynie,  Ludwik Wiktor ożenił się  4 maja 1740 roku z księżniczką Krystyną Henryką Heską-Rothenburg, siostrą zmarłej królowej Piemontu-Sardynia, Polikseny Krystyny. Mieli, w sumie, ośmioro dzieci, w tym dziedzica tytułu Wktora Amadeusza II. Z córek zapisała się w historii Maria Teresa Ludwika, bardziej znany jako Księżna Lamballe najbliższa przyjaciółka Marii Antoniny we Francji.
Ludwik Wiktor wzrastał, zatem właściwie na dworze w Sabaudii i w 1741 roku, po śmierci ojca, odziedziczył tytuł księcia Carignano doskonale funkcjonując wśród arystokracji sabaudzkiej szczególnie, że czuł się bardziej rodzinnie niż we Francji z połowy XVIII wieku. Ceniony przez Karola Emanuela III, został generałem kapitanem wojsk królewskich.
Przeprowadził remont elewacji Zamku Królewskiego Racconigi, powierzając projekt i wykonanie, w 1757 roku, architektowi Janowi Chrzcicielowi Borra.
Zmarł w 1778 roku i został pochowany w bazylice Superga; po śmierci jego następcą został jego syn Wiktor Amadeusz.

## Potomstwo
Ludwik Wiktor i Krystyna Henryka mieli dziewięcioro dzieci:
- Karola Maria Ludwika wł. Carlotta Maria Luisa (Turyn, 17 sierpnia 1742 – 20 listopada 1794 roku)[2], niezamężna, zakonnica;
- Wiktor Amadeusz wł. Vittorio Amadeo (Turyn, 31 października 1743 – września 1780 r.), ożenił się z Józefiną Lotaryńską-Brionne; po śmierci ojca został jego następcą jako Wiktor Amadeusz II Sabaudzki-Carignano[1][2];
- Leopolda Maria (Turyn, 21 grudnia 1744 – Rzym, 17 kwietnia 1807 roku)[1][2], poślubiła księcia Jana Andrzeja IV Doria Pamphili Landi, ósmego księcia Melfi. Wśród potomków tego związku, znajdujemy wielkie włoskie rodziny, takie jak: Caracciolo z Avellino, Doria Panphili; Doria z Angri, Savelli z Cerenzia, Paterno z Montecupo i San Nicola, Pignatelli Aragona, Sangro z Fondi, Visconti z Modrone, Sanfelice z Bagnoli;
- Poliksena Teresa wł. Polissena Teresa (Turyn, 31 października 1746 – 20 grudnia 1762)[2], niezamężna;
- Gabriela wł. Gabriella (Turyn, 17 maja 1748 – Wiedeń, 10 kwietnia 1828)[2], wyszła za Ferdynanda Filipa Józefa, księcia Lobkowicz, od których pochodzi obecna rodzina Lobkowicz;
- Maria Teresa Ludwika wł. Maria Teresa Luisa (Turyn, 8 września 1749 – Paryż, 3 września 1792)[1][2], wyszła za Ludwika Aleksandra Józefa Burbona, księcia Lamballe; została zamordowana w czasie Rewolucji Francuskiej;
- Tomasz Maurycy wł. Tommaso Maurizio (Turyn, 6 marca 1751 – 23 lipca 1753 r.);
- Eugeniusz Hilary wł. Eugenio Ilarione (Turyn, 21 października 1753 r. – 30 czerwca 1785)[2], ożenił się, nie bez problemów ze strony dworów Turynie i Francji, z Elżbietą Magon-Boisgorin. Zapoczątkował gałąź Sabaudzką-Villafranca;
- Katarzyna Maria Ludwika Franciszka wł. Caterina Maria Luisa Francesca (Turyn, 4 kwietnia 1762 – 4 września 1823 r.)[2], wyszła za Filipa III Colonna, dziewiątego księcia Paliano.

## Ordery
Najwyższy Order Zwiastowania Najświętszej Marii Panny (Order Annuncjaty) w 1733.

## Rodowód
| Ludwik Wiktor Sabaudzki-Carignano | Ojciec: Wiktor Amadeusz I Sabaudzki-Carignano | Dziadek po mieczu: Emanuel Filibert Sabaudzki-Carignano | Pradziadek po mieczu: Tomasz Franciszek Sabaudzki-Carignano     | Prapradziadek po mieczu: Karol Emanuel I Sabaudzki          |
| Ludwik Wiktor Sabaudzki-Carignano | Ojciec: Wiktor Amadeusz I Sabaudzki-Carignano | Dziadek po mieczu: Emanuel Filibert Sabaudzki-Carignano | Pradziadek po mieczu: Tomasz Franciszek Sabaudzki-Carignano     | Praprababka po mieczu: Katarzyna Michalina Habsburg         |
| Ludwik Wiktor Sabaudzki-Carignano | Ojciec: Wiktor Amadeusz I Sabaudzki-Carignano | Dziadek po mieczu: Emanuel Filibert Sabaudzki-Carignano | Prababka po mieczu: Maria Burbon-Soissons                       | Prapradziadek po mieczu: Karol Burbon-Soissons              |
| Ludwik Wiktor Sabaudzki-Carignano | Ojciec: Wiktor Amadeusz I Sabaudzki-Carignano | Dziadek po mieczu: Emanuel Filibert Sabaudzki-Carignano | Prababka po mieczu: Maria Burbon-Soissons                       | Praprababka po mieczu: Anna di Montafià                     |
| Ludwik Wiktor Sabaudzki-Carignano | Ojciec: Wiktor Amadeusz I Sabaudzki-Carignano | Babka po mieczu: Maria Katarzyna d’Este                 | Pradziadek po mieczu: Borso d’Este                              | Prapradziadek po mieczu: Cezar d’Este                       |
| Ludwik Wiktor Sabaudzki-Carignano | Ojciec: Wiktor Amadeusz I Sabaudzki-Carignano | Babka po mieczu: Maria Katarzyna d’Este                 | Pradziadek po mieczu: Borso d’Este                              | Praprababka po mieczu: Wirginia Medycejska                  |
| Ludwik Wiktor Sabaudzki-Carignano | Ojciec: Wiktor Amadeusz I Sabaudzki-Carignano | Babka po mieczu: Maria Katarzyna d’Este                 | Prababka po mieczu: Hipolita d’Este                             | Prapradziadek po mieczu: Ludwik I d’Este                    |
| Ludwik Wiktor Sabaudzki-Carignano | Ojciec: Wiktor Amadeusz I Sabaudzki-Carignano | Babka po mieczu: Maria Katarzyna d’Este                 | Prababka po mieczu: Hipolita d’Este                             | Praprababka po mieczu: ?                                    |
| Ludwik Wiktor Sabaudzki-Carignano | Matka: Maria Wiktoria Franciszka Sabaudzka    | Dziadek po kądzieli: Wiktor Amadeusz II Sabaudzki       | Pradziadek po kądzieli: Karol Emanuel II Sabaudzki              | Prapradziadek po kądzieli: Wiktor Amadeusz I Sabaudzki      |
| Ludwik Wiktor Sabaudzki-Carignano | Matka: Maria Wiktoria Franciszka Sabaudzka    | Dziadek po kądzieli: Wiktor Amadeusz II Sabaudzki       | Pradziadek po kądzieli: Karol Emanuel II Sabaudzki              | Praprababka po kądzieli: Krystyna Burbon                    |
| Ludwik Wiktor Sabaudzki-Carignano | Matka: Maria Wiktoria Franciszka Sabaudzka    | Dziadek po kądzieli: Wiktor Amadeusz II Sabaudzki       | Prababka po kądzieli: Maria Joanna Chrzciciel Sabaudzka-Nemours | Prapradziadek po kądzieli: Karol Amadeusz Sabaudzki-Nemours |
| Ludwik Wiktor Sabaudzki-Carignano | Matka: Maria Wiktoria Franciszka Sabaudzka    | Dziadek po kądzieli: Wiktor Amadeusz II Sabaudzki       | Prababka po kądzieli: Maria Joanna Chrzciciel Sabaudzka-Nemours | Praprababka po kądzieli: Elżbieta Burbon-Vendôme            |
| Ludwik Wiktor Sabaudzki-Carignano | Matka: Maria Wiktoria Franciszka Sabaudzka    | Babka po kądzieli: Joanna Chrzciciel d'Albert de Luynes | Pradziadek po kądzieli: Ludwik Karol d'Albert de Luynes         | Prapradziadek po kądzieli: Karol d'Albert                   |
| Ludwik Wiktor Sabaudzki-Carignano | Matka: Maria Wiktoria Franciszka Sabaudzka    | Babka po kądzieli: Joanna Chrzciciel d'Albert de Luynes | Pradziadek po kądzieli: Ludwik Karol d'Albert de Luynes         | Praprababka po kądzieli: Maria de Rohan-Montbazon           |
| Ludwik Wiktor Sabaudzki-Carignano | Matka: Maria Wiktoria Franciszka Sabaudzka    | Babka po kądzieli: Joanna Chrzciciel d'Albert de Luynes | Prababka po kądzieli: Anna de Rohan                             | Prapradziadek po kądzieli: Herkules de Rohan                |
| Ludwik Wiktor Sabaudzki-Carignano | Matka: Maria Wiktoria Franciszka Sabaudzka    | Babka po kądzieli: Joanna Chrzciciel d'Albert de Luynes | Prababka po kądzieli: Anna de Rohan                             | Praprababka po kądzieli: Maria Bretońska d’Avaugour         |